# Hermann von Vietinghoff (1829–1905)
Hermann Adolph Richard Conrad Freiherr von Vietinghoff gen. Scheel (28 tháng 2 năm 1829 tại Schweidnitz, Hạ Schlesien – 5 tháng 1 năm 1905 tại Görlitz, Hạ Schlesien) là một Trung tướng quân đội Phổ. Ông từng tham chiến trong cuộc Chiến tranh Áo-Phổ năm 1866, và là sĩ quan phụ tá thứ nhất của Thống đốc Mainz trong thời gian Chiến tranh Pháp-Đức (1870 – 1871).

## Tiểu sử

### Thân thế
Hermann sinh vào tháng 2 năm 1829, là con trai của cựu Thiếu tá Phổ Gustav Adolph Freiherr von Vietinghoff gen. Scheel (2 tháng 2 năm 1793 tại Wensöwen – 16 tháng 9 năm 1858 tại Züllichau với người vợ của ông này là Karoline Luise, nhũ danh von Hederich (30 tháng 12 năm 1807 tại Nimptsch – 23 tháng 2 năm 1881 tại Züllichau).

### Sự nghiệp sự quân
Sau khi học Trung học Chính quy (Gymnasium) tại Schweidnitz, Vietinghoff nhập học trường thiếu sinh quân ở Wahlstatt vào ngày 23 tháng 3 năm 1841, rồi chuyển đến trường thiếu sinh quân Berlin vào ngày 5 tháng 7 năm 1844. Đến ngày 2 tháng 5 năm 1848, ông gia nhập Trung đoàn Bộ binh số 7 với cấp bậc Chuẩn úy (Portepee-Fähnrich) và tại đây ông được thăng quân hàm Thiếu úy vào ngày 30 tháng 5 năm 1848. Trước đó, ông từng tham gia đánh dẹp cuộc nổi dậy ở Posen năm 1848 (Cách mạng Tháng Ba) và chiến đấu trong trận Xions vào ngày 29 tháng 4.
Vào ngày 21 tháng 4 năm 1855, ông được đổi làm Giảng viên Trường thiếu sinh quân cũ của mình ở Wahlstatt, và việc bổ nhiệm này chính thức có hiệu lực từ ngày 1 tháng 5 năm đó. Đến ngày 6 tháng 11 năm 1858, ông được lên cấp hàm Trung úy và vào ngày 6 tháng 7 năm 1859, vị Trung úy được ủy nhiệm làm Trợ lý và Trưởng phòng (Abteilungsvorsteher) trường thiếu sinh quân Wahlstatt. Trước đó, ông đã được phong cấp hàm Đại úy vào ngày 13 tháng 10 năm 1856, sau đó ông được cấp văn bằng xác nhận cấp bậc này vào ngày 20 tháng 9 năm 1856. Vào ngày 31 tháng 7 năm 1860, ông lãnh nhiệm chức Khoa trưởng trường Thiếu sinh quân ở Potsdam, đồng thời được mang danh hiệu à la suite của quân đoàn Thiếu sinh quân và được cử qua công tác trong trường thiếu sinh quân ở Berlin. Đến ngày 23 tháng 7 năm 1861, ông trở thành Đại đội trưởng tại trường Thiếu sinh quân Berlin. 5 năm sau, ngày 3 tháng 5 năm 1866, Vietinghoff được cắt cử vào Trung đoàn Phóng lựu số 10. Cùng với trung đoàn này, ông đã tham gia chiến dịch Böhmen của cuộc Chiến tranh Áo-Phổ năm 1866, chiến đấu trong các trận đánh ở Zuckmantel và Königgrätz.
Tiếp theo đó, ông được lên quân hàm Thiếu tá vào ngày 1 tháng 5 năm 1870, và được bổ nhiệm một chức sĩ quan phụ tá tại Trường Thiếu sinh quân. Sau khi cuộc Chiến tranh Pháp-Đức (1870 – 1871) bùng nổ, ông giữ chức vụ sĩ quan phụ tá thứ nhất của Thống đốc Mainz trong thời kỳ động binh (während des mobilen Verhältnisses) kể từ ngày 20 tháng 7 năm 1870 cho đến ngày 20 tháng 3 năm 1871. Sau đó, vào ngày 22 tháng 10 năm 1872, ông trở thành thành viên Ủy ban Học vấn của quân đoàn Thiếu sinh quân cũ của mình ở kinh đô Berlin. Sau đó, vào ngày 12 tháng 12 năm 1874, ông được điều qua Trung đoàn Bộ binh số 84 với chức vụ Tiểu đoàn trưởng, và tại đây ông được thăng hàm Thượng tá vào ngày 18 tháng 1 năm 1875. 3 năm sau, ông được thăng cấp Đại tá vào ngày 18 tháng 4 năm 1878, và được lãnh chức Trung đoàn trưởng Trung đoàn Bộ binh số 17.
Vào ngày 15 tháng 4 năm 1884, Vietinghoff được thăng chức Thiếu tướng và nhậm chức Lữ đoàn trưởng Lữ đoàn Bộ binh số 23. Đến ngày 12 tháng 7 năm 1888, ông được giao chỉ huy tạm quyền Sư đoàn số 21 và vào ngày 4 tháng 8 năm 1888, ông được lên chức Trung tướng. Vào ngày 14 tháng 11 năm 1890, Vietinghoff được xuất ngũ (zur Disposition, rời ngũ nhưng sẽ được triệu hồi về quân đội khi có chiến tranh) với một khoản lương hưu, đồng thời được tặng thưởng Huân chương Vương miện hạng I. Ông từ trần vào tháng 1 năm 1905.

### Gia đình
Vào ngày 29 tháng 7 năm 1854, tại điền trang Jakobskirch, quận Glogau (Hạ Schlesien), Vietinghoff thành hôn với Ida Richter (12 tháng 8 năm 1829 ở điền trang Jakobskirch – 2 tháng 1 năm 1872 tại Berlin), con gái của điền chủ Karl August Richter, chủ đất Jakobskirch, với bà Mathilde Kliem .
Vào ngày 8 tháng 2 năm 1883 ở Dresden, Vietinghoff tái giá với Margarethe Gehe (3 tháng 7 năm 1855 tại Dresden – 30 tháng 9 năm 1888 tại Dresden), con gái của Đại úy Sachsen Albert Gehe với bà Luise Hänel.

## Phong tặng
- Huân chương Đại bàng Đỏ hạng IV kèm theo Thanh gươm vào ngày 20 tháng 9 năm 1866
- Huân chương Đại bàng Đỏ hạng II đính kèm Bó sồi và Thanh gươm vào ngày 23 tháng 1 năm 1887